# Saint-Pierre-du-Champ
Saint-Pierre-du-Champ è un comune francese di 510 abitanti situato nel dipartimento dell'Alta Loira della regione dell'Alvernia-Rodano-Alpi.

## Società

### Evoluzione demografica
Abitanti censiti